# Saint-Ellier-du-Maine
 Saint-Ellier-du-Maine  es una población y comuna francesa, en la región de Países del Loira, departamento de Mayenne, en el distrito de Mayenne y cantón de Landivy.

## Demografía
| 669 | 630 | 549 | 536 | 529 | 465 |
| Para los censos de 1962 a 1999 la población legal corresponde a la población sin duplicidades (Fuente: INSEE [Consultar]) |     |     |     |     |     |